# コチャリ
コチャリ(アルメニア語: Քոչարի, ラテン文字転写: Kochari)はアルメニアの民俗舞踊の一つで、クルド人の民俗舞踊(クルド語: Govend, Helperkê, Shayî; هه‌ڵپه‌ركێ, شایی) と類似の踊りである。
アルメニア高原の各地域には、踊りと音楽の両面でそれぞれ独自性を持ったコチャリがあり、更にはアゼルバイジャン人の民俗舞踊のYalli、アッシリア人の民俗舞踊のKhigga、クルド人の民俗舞踊のDilan（Halay）、ポントス人のホロン、それぞれにおいて、様式が異なるコチャリと呼ばれる踊りがある。

## 語源
- アルメニア語で「コツ」(アルメニア語: Կօչ, ラテン文字転写: koç)は「ひざ」を意味し、「アリ」(アルメニア語: արի, ラテン文字転写: ari)は「来る」を意味する。[要出典]
- アゼルバイジャン語では「コツ」(アゼルバイジャン語: köç)は「動く」意味の動詞・名詞として使われ、名詞としては「遊牧民の移動」の意味でより多く使われる。「コツァリ」(アゼルバイジャン語: Köçəri) は形容詞でも名詞でも使われ、「遊牧民（的な）」の意味である。
- ギリシア語ポントス方言の "Κότσαρι" において、「コツ」(ギリシア語: κότσι、ポントス方言では "κοτς") は「踵」を意味し、中世ギリシャ中世（英語版） の "κόττιον" に由来する。また、「アイロ」(ギリシア語: αίρω)は「上げる」を意味する。ギリシャ人は、踊り手の脚では踵を重要とみなしており、"Κότσαρι" は「踵を上げる（踊り）」を意味する。
- クルド語では、"Koçer" は「遊牧民族」を指し、"Koçerî" は(一人の)「遊牧民」を意味する[4][5]。

## 派生
音楽民族学者で文化人類学者のジョン・ブラッキング は、コチャリ について以下の様に記している。
| 「 | 山羊の跳躍を模倣する集団の踊りは、コチャリとして知られている。踊り手は互いの手を握って横に並んで立っている。踊りの曲のテンポは中程度から速くなっていく。しゃがみこんだり、想像上の対戦相手を突いたりした後に、高い跳躍へと続く。 | 」 |

### アルメニア人

アルメニアのコチャリの一節

アルメニア人は1000年以上にわたり、コチャリ を踊り継いできた。踊りは２/４のリズムで、閉じた輪で互いに肩を組んで踊る。
男女ともが踊り、威圧感を表現する。現代的なコチャリでは全身を震わす動作を含むトレモロなステップが追加されており、アルメニア人虐殺以降にアルメニア東部に広まった。

### アゼルバイジャン人
アゼルバイジャンではYalliとして知られている広い範囲で踊られている踊りの一つであり、特にナヒチェヴァン自治共和国とその周辺地域で踊られている。コチャリの踊りにはゆっくりとした部分と速い部分があり、3つの派生がある。踊りの列には男女が次々と並ぶか、或いは男性一人ずつの後に女性一人ずつが並び、先頭の踊り手は手に棒を握る。 このスティックは踊り手を罰するためのものではないが、実際には踊りにおいて重要である。
現在では、古代からのナヒチェヴァン自治共和国の土地であるシャルール、サダラク地域、カンガルリ地域、ジュルファ、シャフブズ地域辺りの民俗の正当性を受け継ぐ踊りが踊られており、結婚式を盛り上げる役割を果たしている。
コチャリはテンゼレ("tenzere") と共に、ヤリ("Yalli") との総称で、2018年11月にユネスコにより「緊急に保護する必要がある無形文化遺産」として代表リストに登録されている。

### クルド人の Koçerî
クルド人において、コチャリ(クルド語: Koçerî)は民俗舞踊の"Dilan"(或いは、"Delîlo"、または "Şêxan")の中の一つの特別な様式で、その単語はクルド語で(一人の)「遊牧民」の意味であり、文字通りクルド人の遊牧民にはとても一般的なもので、頻繁に踊られている。但し、クルド人の遊牧民にとっては「専門」の踊りではあるが、唯一の踊りではない。

### ポントス人の Κότσαρι
ポントス人とアルメニア人はコチャリの様な、戦いを模した激しい踊りを数多く持っている。
殆どのポントス人の踊りと異なり、コチャリ'は均等なリズムの２/４で踊り、元々は閉じた円を作って踊っていた。
今日でもこの踊りはとても人気があるが、本来の踊りと異なっていることが多い。一定の激しい二重の振動を伴い、"tremoulo" として言及されることがある。踊りでは肩を組み、右へ進む。踊りのバリエーションはほとんどない。